# Віконт Четвінд

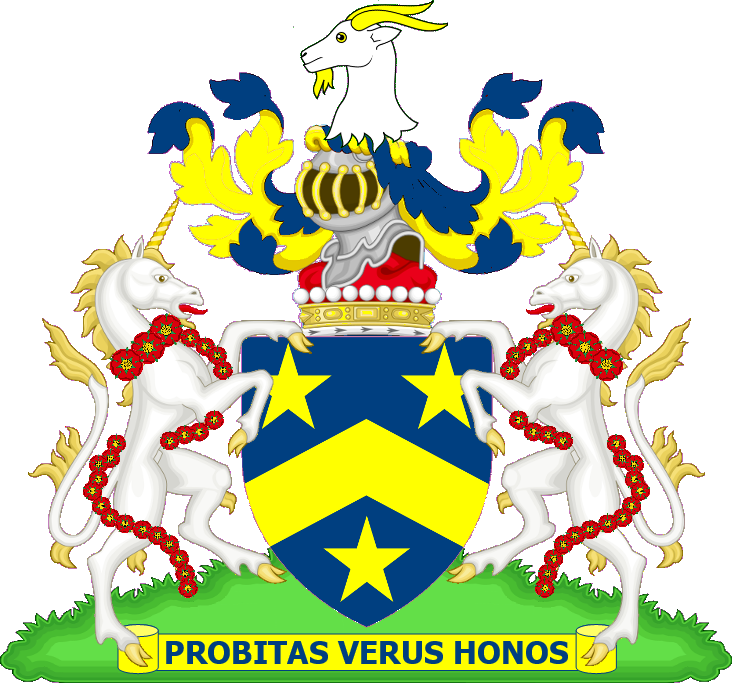
Герб віконтів Четвінд.

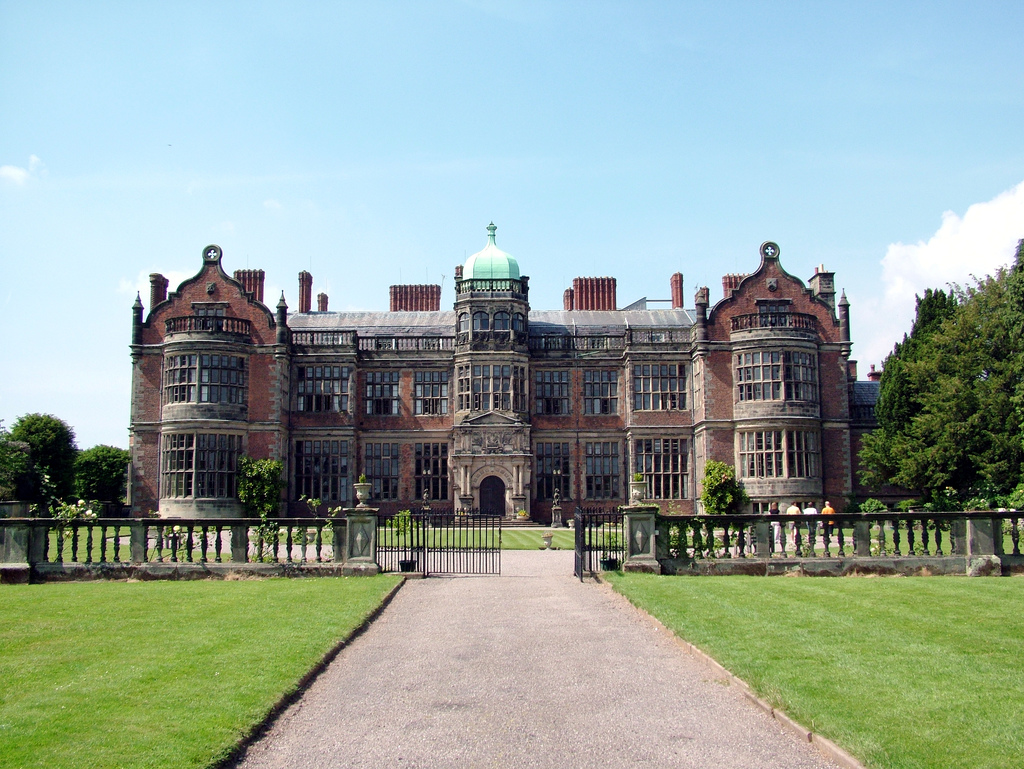
Інджестр-Холл, Стаффордшир.

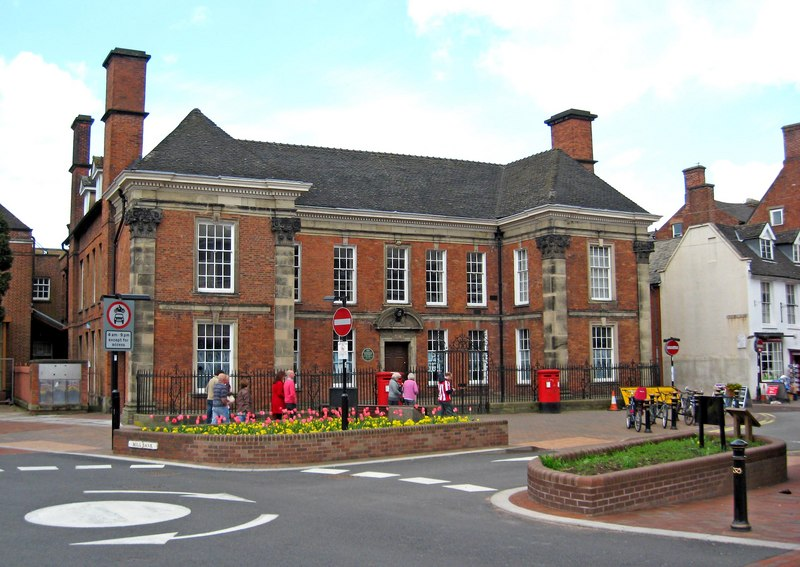
Четвінд-Хаус.

Віконт Четвінд (англ. - Viscount Chetwynd) – аристократичний титул в перстві Ірландії.

## Гасло віконтів Четвінд
Probitas Verus Honos – «Чесність – це істинна честь» (лат.)

## Історія віконтів Четвінд
Титул віконтів Четвінд з Берхевейна, що в графстві Керрі в перстві Ірландії був створений в 1717 році для Волтера Четвінда і для нащадків чоловічої статі його батька Джона Четвінда. Крім того, він отримав титул барона Ретдаун, що в графстві Дублін. Він був старшим сином Джона Четвінда з Інджестра та його дружини Люсі Роан - дочки Роберта Роуна з Таллесворта, Чалдон, графство Суррей, і був охрещений 3 червня 1678 року. У 1693 році він успадкував маєтки Інжестр після смерті свого двоюрідного брата Волтера Четвінда (1633 – 1693). Він здобув освіту у Вестмінстерській школі, де вчився в 1692 - 1696 роках і вступив до Крайст-Черч, Оксфорд 28 травня 1696 року у віці 18 років. 27 травня 1703 року він одружився з Мері Берклі – дочкою Джона Берклі – IV віконта Фіцхардінга. Волтер Четвінд був обраний депутатом Палати громад парламенту і представляв Стаффорд в 1702 – 1734 роках. Належав до партії вігів (лібералів). Був послом в Турині. Волтер Четвінд помер 21 лютого 1736 року. У нього та його дружини не було дітей, тому його титул і маєтки перейшли до його брата Джона. 
Титул успадкував його молодший брат, що став ІІ віконтом Четвінд. Джон Четвінд був другим сином Джона Четвінда з Інджестра та його дружини Люсі Роан - дочки Роберта Роуна з маєтку Толхерст, графство Суррей. У 1699 році він був секретарем герцога Манчестера в Парижі до 1701 року. Він був секретарем герцога Ланкастер з 1702 по 1718 рік. Він був секретарем в Турині з 1703 по 1706 рік, коли він став британським послом у Савої до 1713 року. Він був депутатом парламенту від Сент-Мауза, Скокбрідж та від Стаффорда в 1738 – 1747 роках. Отримав посаду лорда торгівлі в 1714 році. Був послом у Мадриді для укладення договору. Знову був обраний депутатом парламенту від Стокбріджа в 1722 році. У 1728 році він втратив посаду лорда торгівлі і в 1734 році вирішив більше не балотуватися в парламент. Він був верховним стюардом Стаффорда з 1736 року і був знову обраний депутатом парламенту від Стаффорда на додаткових виборах 31 січня 1738 року. Був депутатом парламенту до 1747 року. Одружився в 1716 році і мав з дружиною 2 синів і 2 дочок. Помер 21 червня 1767 року. 
Титул успадкував його молодший брат, що став ІІІ віконтом Четвінд. Він був депутатом парламенту від Стаффорда та Плімута. Отримав посаду майстра монетного двору і володів нею в 1745 – 1769 роках. Але родинний маєток Інжестр-Холл успадкувала дочка ІІ віконта Четвінд. Її син отримав титул барона Талбот. Титул успадкував син ІІІ віконта, що став IV віконтом Четвінд. Він був демутатом Палати громад парламенту і представляв Скокбридж. Його праправнук – VIII віконт Четвінд під час Першої світової війни обіймав посаду керуючого директора Національної фабрики набоїв у Чилвеллі в Ноттінгемширі. Отримав нагороди в 1917 році. 
На сьогодні титулом володіє його правнук, що став ХІ віконтом Четвінд. Він успадкував титул від свого батька в 2015 році.   

## Віконти Четвінд (1717)
- Волтер Четвінд (1678 – 1736) – І віконт Четвінд
- Джон Четвінд (бл. 1680 – 1767) – ІІ віконт Четвінд
- Вільям Річард Четвінд (1684 – 1770) – ІІІ віконт Четвінд
- Вільям Четвінд (1721 – 1791) – IV віконт Четвінд
- Річард Четвінд (1757 – 1821) – V віконт Четвінд
- Річард Волтер Четвінд (1800 – 1879) – VI віконт Четвінд
- Річард Волтер Четвінд (1823 – 1911) – VII віконт Четвінд
- Годфрі Джон Бойл Четвінд (1863 – 1936) – VIII віконт Четвінд
- Адам Дункан Четвінд (1904 – 1965) – IX віконт Четвінд
- Адам Річард Джон Кассон Четвінд (1935 – 2015) – X віконт Четвінд
- Адам Дуглас Четвінд (1969 р. н.) – XI віконт Четвінд

Спадкоємцем титулу є старший син теперішнього власника титулу його ясновельможність Коннор Адам Четвінд (2001 р. н.)